# Roman Imperial Coinage
Roman Imperial Coinage (RIC) ist ein in englischer Sprache verfasstes Katalogwerk über die Münzen der Römischen Kaiserzeit. Es beginnt mit der Schlacht von Actium im Jahre 31 v. Chr., mit der Octavian (Augustus) zum Alleinherrscher Roms aufstieg, und endet in der Spätantike mit dem Herrschaftsbeginn des Kaisers Anastasios I. im Jahre 491, da dieser eine umfassende Reform der Währung veranlasste, die aus Sicht der Numismatik traditionell als Ende des römischen und Beginn des byzantinischen Münzwesens gilt.
Da die meisten Bände der RIC bereits in den 1930er und 1940er Jahren veröffentlicht wurden, ist sie aufgrund zahlreicher Neufunde in den letzten sechzig Jahren zum Teil überholt. Eine Überarbeitung von Band 1 erschien 1984. Band 2 wurde für die Neubearbeitung in drei Teilbände geteilt, wovon Band 2, 1 (zur Flavierzeit) 2007 und Band 2, 3 (zu Hadrian) 2019 veröffentlicht wurde.
Der Katalog der Roman Imperial Coinage ist neben den Coins of the Roman Empire in the British Museum und der Roman Provincial Coinage (RPC) der wichtigste Standardkatalog zu den Münzen der Römischen Kaiserzeit. Auf ihm basiert die Internet-Datenbank Online Coins of the Roman Empire, über die alle bekannten Reichsmünzen dieser Epoche zugänglich gemacht werden sollen.
Die Reihe erscheint bei Spink & Son in London.

## Die Bände
Roman Imperial Coinage. Spink & Son, London 1923 ff.
- Band 1: Harold Mattingly, Edward A. Sydenham: Augustus bis Vitellius (31 v. Chr. – 69 n. Chr.), 1. Auflage 1923, 2. Auflage C. H. V. Sutherland 1984
  - Carol H. V. Sutherland: From 31 BC-AD 69. Revised edition. 1984 ( = RIC 1)
- Band 2: Harold Mattingly, Edward A. Sydenham:  Vespasian bis Hadrian (69–138), 1. Auflage 1926; 2. Auflage 1. Teil (Vespasian – Domitian) 2007
  - Ian Carradice, Theodore V. Buttrey, Jr.: From AD 69–96. Vespasian to Domitian. Fully revised edition. 2007 (= RIC 2, 1)
  - Nerva bis Trajan (= RIC 2, 2) (noch nicht erschienen)
  - Richard Abdy, Peter Franz Mittag: Hadrian. 2019, ISBN 978-1-912667-18-5 (= RIC 2, 3)
- Band 3: Harold Mattingly, Edward A. Sydenham: Antoninus Pius bis Commodus (138–192), 1930
- Band 4a: Harold Mattingly, Edward A. Sydenham: Pertinax bis Geta (192–217), 1936
- Band 4b: Harold Mattingly, Edward A. Sydenham, C. H. V. Sutherland: Macrinus bis Pupienus (217–238), 1938
- Band 4c:  Harold Mattingly, Edward A. Sydenham, C. H. V. Sutherland: Gordianus III. bis Uranius Antoninus (238–253), 1949
- Band 5a: Percy H. Webb: Valerian bis Florianus (253–276), 1927
- Band 5b: Percy H. Webb: Probus bis Maximian und Sonderreiche (276–310), 1933
- Band 6: Diokletianische Reform bis Maximinus Daia (294–313), 1967
- Band 7: Patrick Bruun: Constantinus I. bis Licinius (313–337), 1966
- Band 8: John P. C. Kent: Die Familie von Constantinus I. (337–364), 1981
- Band 9: J. W. C. Pearse: Valentinian I. bis Theodosius I. (364–395), 1951
- Band 10: John P. C. Kent: Die Reichsteilung von 395 bis 491, 1994
  - 1. Weströmisches Reich: Honorius bis Romulus Augustulus (395–476)
  - 2. Oströmisches Reich: Arcadius bis Zeno (395–491)